# Teddy Teuma
Teddy Teuma (ur. 30 września 1993 w Tulonie) – maltański piłkarz francuskiego pochodzenia, grający na pozycji środkowego pomocnika. Od stycznia 2019 jest zawodnikiem klubu Royale Union Saint-Gilloise.

## Kariera klubowa
Swoją piłkarską karierę Teuma rozpoczął w klubie Hyères FC. 22 lutego 2012 zadebiutował w jego barwach w czwartej lidze francuskiej w wygranym 2:0 domowym meczu z rezerwami Girondins Bordeaux. W zespole Hyères grał do lata 2015.
Latem 2015 Teuma przeszedł do trzecioligowego US Boulogne. Swój debiut w nim zaliczył 14 sierpnia 2015 w zremisowanym 1:1 domowym meczu z SR Colmar. W zespole Boulogne występował przez dwa sezony.
W 2017 roku Teuma został zawodnikiem klubu Red Star FC. Swój debiut w nim zanotował 4 sierpnia 2017 w zremisowanym 1:1 domowym spotkaniu z Pau FC. W sezonie 2017/2018 awansował z Red Star z trzeciej do drugiej ligi francuskiej.
17 stycznia 2019 Teuma przeszedł za 350 tysięcy euro do belgijskiego Royale Union Saint-Gilloise, z którym podpisał dwuipółletni kontrakt. W barwach tego klubu swój debiut zaliczył 20 stycznia 2019 w wygranym 2:1 domowym meczu z OH Leuven. W sezonie 2020/2021 awansował z Unionem z drugiej do pierwszej ligi belgijskiej, w której klub ostatnio grał 48 lat temu.
7 lipca 2023 przeszedł do francuskiego Stade de Reims za 4,6 mln euro.
| Sezon   | Klub        | Kraj    | Rozgrywki              | Mecze | Gole |
| ------- | ----------- | ------- | ---------------------- | ----- | ---- |
| 2011/12 | Hyères FC   | Francja | Championnat National 2 | 9     | 0    |
| 2012/13 | Hyères FC   | Francja | Championnat National 2 | 29    | 2    |
| 2013/14 | Hyères FC   | Francja | Championnat National 2 | 22    | 0    |
| 2014/15 | Hyères FC   | Francja | Championnat National 2 | 29    | 4    |
| 2015/16 | US Boulogne | Francja | Championnat National   | 24    | 6    |
| 2016/17 | US Boulogne | Francja | Championnat National   | 31    | 2    |
| 2017/18 | Red Star FC | Francja | Championnat National   | 30    | 5    |
| 2018/19 | Red Star FC | Francja | Ligue 2                | 13    | 1    |
| 2018/19 | Union SG    | Belgia  | Eerste klasse B        | 14    | 0    |
| 2019/20 | Union SG    | Belgia  | Eerste klasse B        | 27    | 5    |
| 2020/21 | Union SG    | Belgia  | Eerste klasse B        | 25    | 5    |
| 2021/22 | Union SG    | Belgia  | Eerste klasse A        | 38    | 6    |
| 2022/23 | Union SG    | Belgia  | Eerste klasse A        | 36    | 10   |
| 2023/24 | Reims       | Francja | Ligue 1                | 5     | 3    |

## Kariera reprezentacyjna
W reprezentacji Malty Teuma zadebiutował 3 września 2020 w przegranym 2:3 meczu Ligi Narodów 2020/2021 z Wyspami Owczymi, rozegranym w Thorshavn, gdy w 79. minucie zmienił Matthew Guillaumiera.